# Jamie McGinn
James Robert McGinn IV, född 5 augusti 1988, är en kanadensisk professionell ishockeyspelare som spelar för Florida Panthers i NHL. Han har tidigare spelat för Arizona Coyotes, Anaheim Ducks, Buffalo Sabres, Colorado Avalanche och San Jose Sharks.

## Spelarkarriär
McGinn spelade fyra säsonger i junior hockey för Ottawa 67 i OHL. Hans bästa säsong var säsongen 2006–2007, där han gjorde 46 mål och 89 poäng. Han vann poängligan i laget denna säsong.
I 2006 års draft valdes McGinn i den andra omgången och som 36:e totalt av San Jose Sharks. Efter sin OHL-säsong 2006–2007 fick McGinn kontrakt med Sharks. Han spelade fyra grundspelsmatcher och sex slutspelsmatcher för Sharks AHL-lag Worcester Sharks.
McGinn gjorde NHL-debut den 28 oktober 2008 mot Pittsburgh Penguins. Han gjorde sitt första NHL-mål den 30 oktober 2008 mot Detroit Red Wings i sin andra NHL-match.
30 juni 2011 fick McGinn ett nytt kontrakt av Sharks som var på ett år, värt 680 000 $. Under säsongen 2011–2012 hade McGinn en genombrottssäsong med 24 poäng på 61 matcher med Sharks innan han blev trejdad tillsammans med Mike Connolly och Michael Sgarbossa till Colorado Avalanche, i utbyte mot Daniel Winnik, T.J. Galiardi och ett draftval i sjunde rundan.
Som free agent sommaren 2012 tecknade McGinn ett tvåårskontrakt med Avalanche värt 3,5 miljoner $. 19 juni 2014 skrev McGinn ett nytt tvåårskontrakt med Avalanche värt 5,9 miljoner $.
Vid NHL-draften 2015 trejdades McGinn tillsammans med Ryan O'Reilly till Buffalo Sabres i utbyte för Nikita Zadorov, Mikhail Grigorenko och J.T. Compher.
Säsongen 2015–2016 hann McGinn spela 63 matcher för Sabres, samt göra 14 mål och 27 poäng innan han blev trejdad från Buffalo till Anaheim Ducks i utbyte mot ett draftval i tredje rundan.
Som free agent värvades McGinn till Arizona Coyotes, den 1 juli 2016.
17 september 2017 trejdades han till Florida Panthers i utbyte mot Jason Demers.

## Privatliv
Jamie McGinns yngre bröder Tye (född 1990) och Brock född (1994) spelar också ishockey. Tye valdes som 119:e spelare totalt av Philadelphia Flyers i NHL-draften 2010 och spelar i NHL för Tampa Bay Lightning och Brock valdes som 47:e spelare totalt av Carolina Hurricanes i NHL-draften 2012 och spelar i American Hockey League (AHL) för Charlotte Checkers.
McGinn lider av ett genetiskt ryggproblem som plågat honom omfattande under hans karriär. Kortison, rehabilitering och en större operation under sommaren 2008 bidrog till att smärtan lindrades, men de kvardröjande effekterna plågar honom fortfarande, särskilt på grund av hans spelstil och höga tempo.

## Statistik

### Klubbkarriär

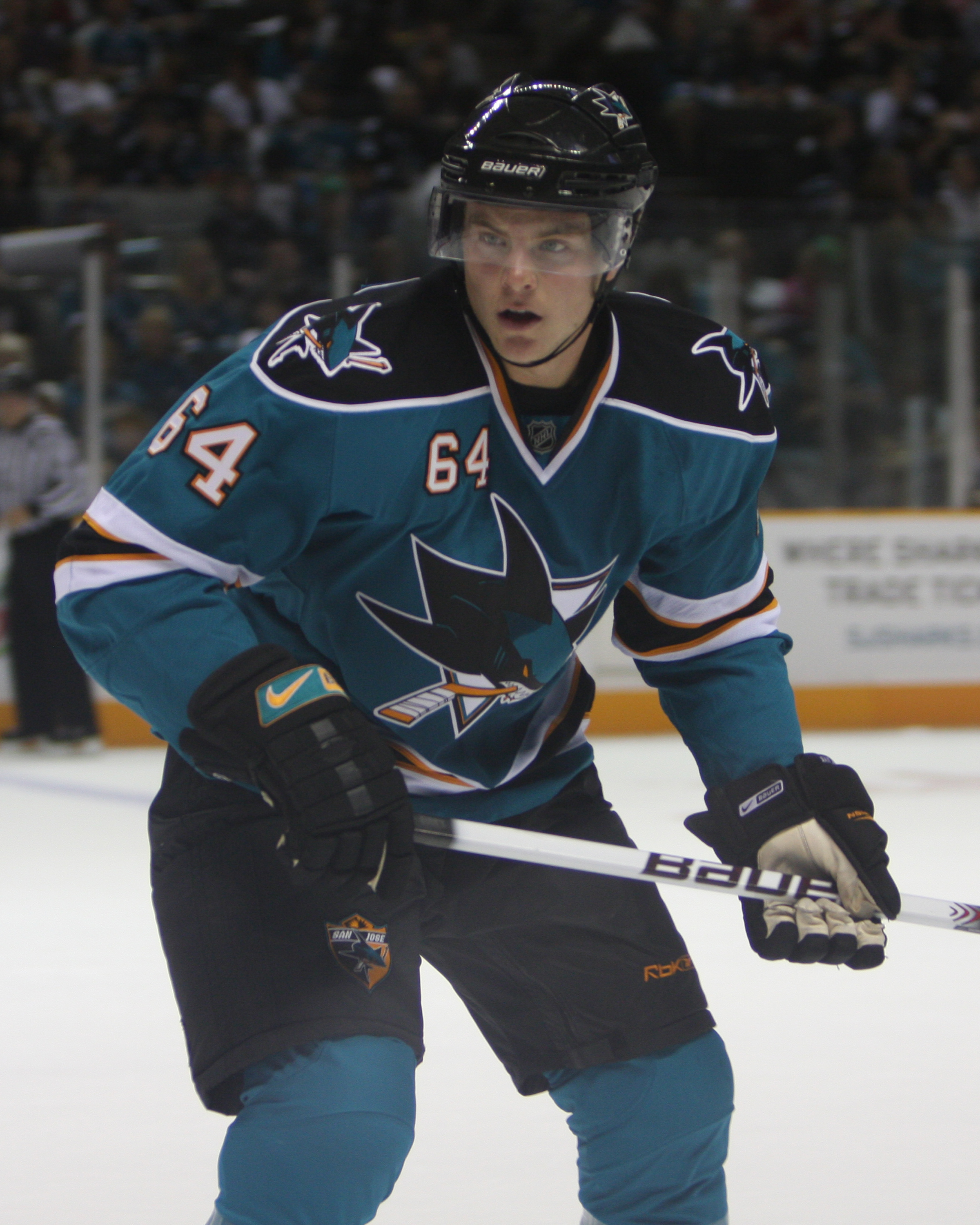
McGinn i San Jose Sharks 2009.

| 2004–05    | Ottawa 67's        | OHL        | 59  | 10 | 12 | 22  | 35  | 18 | 4 | 7 | 11 | 0  |
| 2005–06    | Ottawa 67's        | OHL        | 65  | 26 | 31 | 57  | 113 | 6  | 2 | 2 | 4  | 4  |
| 2006–07    | Ottawa 67's        | OHL        | 68  | 46 | 43 | 89  | 49  | 5  | 5 | 1 | 6  | 2  |
| 2006–07    | Worcester Sharks   | AHL        | 4   | 1  | 1  | 2   | 4   | 6  | 0 | 0 | 0  | 8  |
| 2007–08    | Ottawa 67's        | OHL        | 51  | 29 | 29 | 58  | 54  | 4  | 2 | 2 | 4  | 4  |
| 2007–08    | Worcester Sharks   | AHL        | 8   | 0  | 2  | 2   | 0   | —  | — | — | —  | —  |
| 2008–09    | San Jose Sharks    | NHL        | 35  | 4  | 2  | 6   | 2   | —  | — | — | —  | —  |
| 2008–09    | Worcester Sharks   | AHL        | 47  | 19 | 11 | 30  | 52  | 6  | 4 | 0 | 0  | 19 |
| 2009–10    | San Jose Sharks    | NHL        | 59  | 10 | 3  | 13  | 38  | 15 | 0 | 0 | 0  | 8  |
| 2009–10    | Worcester Sharks   | AHL        | 27  | 7  | 14 | 21  | 15  | —  | — | — | —  | —  |
| 2010–11    | San Jose Sharks    | NHL        | 49  | 1  | 5  | 6   | 33  | 7  | 0 | 1 | 1  | 30 |
| 2010–11    | Worcester Sharks   | AHL        | 30  | 9  | 11 | 20  | 27  | —  | — | — | —  | —  |
| 2011–12    | San Jose Sharks    | NHL        | 61  | 12 | 12 | 24  | 26  | —  | — | — | —  | —  |
| 2011–12    | Colorado Avalanche | NHL        | 17  | 8  | 5  | 13  | 11  | —  | — | — | —  | —  |
| 2012–13    | Colorado Avalanche | NHL        | 47  | 11 | 11 | 22  | 26  | —  | — | — | —  | —  |
| 2013–14    | Colorado Avalanche | NHL        | 79  | 19 | 19 | 38  | 30  | 7  | 2 | 3 | 5  | 2  |
| 2014–15    | Colorado Avalanche | NHL        | 19  | 4  | 2  | 6   | 6   | —  | — | — | —  | —  |
| 2015–16    | Buffalo Sabres     | NHL        | 63  | 14 | 13 | 27  | 10  | —  | — | — | —  | —  |
| 2015–16    | Anaheim Ducks      | NHL        | 21  | 8  | 4  | 12  | 23  | 7  | 2 | 0 | 2  | 2  |
| NHL totalt | NHL totalt         | NHL totalt | 450 | 91 | 76 | 167 | 205 | 36 | 4 | 4 | 8  | 42 |